# موس‌انرگو
موس‌انرگو (به انگلیسی: Mosenergo) بزرگترین شرکت تولید برق در روسیه است، که انرژی الکتریکی موردنیاز خود را از طریق سوخت‌های فسیلی تولید می‌کند. این شرکت در سال ۱۸۸۷ در شهر مسکو تأسیس شد.
ظرفیت تولید کلیه نیروگاه‌های برق شرکت موس‌انرگو معادل ۱۱٬۱۰۰ مگاوات و ظرفیت نیروگاه‌های حرارتی نصب شده آن، برابر ۳۹٫۹۰۰ مگاوات می‌باشد. موس‌انرگو مالک ۱۷ نیروگاه با ۱۰۴ توربین تولید همزمان، ۷ واحد توربین گازی و یک واحد نیروگاه سیکل ترکیبی است.
شرکت موس‌انرگو یک شرکت تابعه از گروه گازپروم است و بخشی از سهام آن در بازارهای بورس مسکو و بورس لندن دادوستد می‌شود.